# Wojciechów (Namysłów)
Pour les articles homonymes, voir Wojciechów.
Wojciechów est une localité polonaise de la gmina de Wilków, située dans le powiat de Namysłów en voïvodie d'Opole.